# Megatone
Il megatone (o megaton, simbolo Mt) è un multiplo dell'unità di misura ton, che non appartiene al Sistema internazionale di unità di misura (SI), ed è pari a un milione di ton. Esso indica convenzionalmente l'energia emanata da un'esplosione, in genere causata da ordigni termonucleari. Un'esplosione da 1 Mton sprigiona un'energia equivalente a quella liberata dall'esplosione di un milione di tonnellate di tritolo.
Il megatone rappresenta un'unità di misura della sola forza meccanica dell'esplosione e non comprende gli altri effetti collaterali, come ad esempio l'emissione di radiazioni.
Un megatone equivale a 1.000 kton ovvero a 4,184 PJ (4,184×1015 J).